# Firebaugh
Firebaugh (dříve Firebaugh's Ferry) je město v okrese Fresno County ve státě Kalifornie ve Spojených státech amerických. V roce 2020 zde žilo 8 096 obyvatel a s celkovou rozlohou 9,1 km² byla hustota zalidnění 888,3 obyvatel na km².